# Aethiopina
Aethiopina is een geslacht van vlinders van de familie van de Metarbelidae. De wetenschappelijke naam en de beschrijving van dit geslacht werden voor het eerst in 1929 gepubliceerd door Max Gaede.
De soorten van dit geslacht komen voor in Oost-Afrika.

## Soorten
- A. argentifera Gaede, 1929
- A. semicirculata Gaede, 1929